# Nudo di donna visto di schiena
Nudo di donna visto di schiena è un dipinto del pittore francese Pierre-Auguste Renoir, realizzato nel 1909 e conservato al Musée d'Orsay di Parigi.

## Descrizione
Tutta l'oeuvre di Renoir è un appassionato omaggio alla bellezza del corpo femminile: il Nudo di donna visto di schiena, realizzato durante il soggiorno a Cagnes-sur-Mer, non fa ovviamente eccezione a questa regola. Si tratta di un'opera intrisa di un grande intimismo lirico che raffigura una donna languidamente adagiata su un letto. Quest'ammaliatrice dalle carni nivee, vestite di solo colore, viene descritta da Renoir con una linea elegante e sinuosa e le sue forme sono sapientemente modulate dai riflessi della luce che vi si rifrange contro. La tipologia iconografica del dipinto si inserisce nella tradizione pittorica spagnola del Seicento, e si riferisce in particolar modo alla Venere Rokeby di Velázquez.
Renoir, dunque, abbandona lo stile rigorosamente severo del periodo ingresiano e ritrova le morbide armonie cromatiche e luministiche apprese negli anni dell'Impressionismo. Per esaltare la freschezza della sua verve pittorica, infatti, Renoir non ricorre ad una preparazione disegnativa, bensì si preoccupa piuttosto di modellare l'apparato cromatico del dipinto, delineando con grande attenzione le taches di bianco che percorrono il lenzuolo ed il cuscino e l'impasto giallo-rosso che suggerisce l'opulenza della tenda.